# 明智伝鬼
明智 伝鬼（1940年9月11日 - 2005年7月17日）は、緊縛師。
東京都出身。1970年代から活動を開始し、数々のAVに携わり、また頻繁にSMショーを開催するなど、緊縛の普及に大きな功績があった。
海外でもrope artとして有名で、芸術としても評価が高い。捕縄術の研究家でもあった。
緊縛は女性が主役で縄師は裏方という考えから、常に黒い服装で、黒のサングラスをかけていた。
正式に襲名披露をした直系の弟子は明智炎華と明智蕾火の2名だが、両者とも襲名返上しており、現在は活動している弟子、後継者はいない。

## 来歴
2003年7月11日、ヴァニラ画廊オープニングレセプションで、パフォーマンスを行う。
2005年7月17日、多臓器不全により死亡。享年64歳。

## 作品

### 写真集
- 沢渡朔 『東京ストリップ 清水ひとみ』(1998年8月、モッツ・コーポレーション)
- 横木安良夫『罰 NAOKO HAYASHIBA』（モッツ出版、2001年）- 林葉直子 ISBN 4944214200

### 映像作品
- 縛られたいおんな - 神田つばき
- 縛鬼 【五大】 - 矢田紫

### 出演
- 鬼 ONI (2004年12月、ナチュラルハイ) - 初代・葵マリーと初共演。他出演: 千葉曳三（鼻責め師）、速水健二（緊縛師）。